# Teraz albo nigdy! (ścieżka dźwiękowa)
Teraz albo nigdy! – ścieżka dźwiękowa do serialu Teraz albo nigdy!.
Ścieżka dźwiękowa filmu jest dwupłytowym wydawnictwem. Na płytach znajdują się piosenki takich wykonawców jak n.in.: Varius Manx, Wilki, Anity Lipnickiej, Edyty Bartosiewicz oraz promujący płytę utwór Marcina Rozynka „Najlepsze”.
Soundtrack uzyskał status złotej płyty.

## Lista utworów
Zgodnie z materiałem źródłowym:

### CD 1
1. Marcin Rozynek – „Najlepsze”
2. Wilki – „Love Story”
3. Robert Janson – „Małe szczęścia”
4. Jerry Abbot, Aisling O’Neil – „Incomplete”
5. Goya – „Smak słów”
6. Anita Lipnicka – „I wszystko się może zdarzyć”
7. Kasia Kowalska – „Antidotum”
8. Edyta Bartosiewicz – „Before You Came”
9. Raul Constantine, Logan Hathaway, Angelina Dahlmer – „You’re Only Miles Away”
10. Tomasz Makowiecki – „Głosy przyjaciół”
11. Varius Manx – „Ruchome piaski”
12. Yves Sanna, Stephane Huguenin, Christian Padovan – „You Turn Me On”
13. Lars-Luis Linek – „Quanta Melancolia”
14. Everis Pellius, Steve Thomas – „Casual Affair”
15. Everis Pellius – „If You Like What You See”

### CD 2
1. Shane Denton – „My Angel”
2. Raz, Dwa, Trzy – „Nikt nikogo (i tak warto żyć)”
3. Byron Brizuela – „Ooh La La (Ooh La La)”
4. José Le Gall, Olivier Cochet – „It’s a Melody”
5. Lars-Luis Linek – „A Vida”
6. Adam Salkeld, Neil Pollard, Paddy Dalton – „Waiting For You”
7. Voo Voo feat. Katarzyna Nosowska – „Nim stanie się tak, jak gdyby nigdy nic nie było”
8. Varius Manx – „Zamigotał świat”
9. O.N.A. – „Kiedy powiem sobie dość”
10. Wilki – „Na zawsze i na wieczność”
11. Chu Toi, Lance Morrison – „Spinnin’ Around”
12. Vasco – „Maybe Maybe”
13. Mark Bell – „Forgiven”
14. Richard Cottle, Chris Thompson – „Having the Time of Your Life”
15. Bill Baylis – „Supercat”